# Tetrastemmatidae
Tetrastemmatidae  (лат.) — семейство вооружённых немертин из отряда Monostilifera. Длина тела от 2 мм до 7 см. Глаз 4 (реже 2 или вовсе отсутствуют). Церебральные органы имеются, обычно крупные. Встречаются как свободноживущие, так и симбиотические формы (являются симбионтами ракообразных, морских звёзд, асцидий и двустворчатых моллюсков). Встречаются повсеместно.

## Систематика
В широком понимании семейство включает около 30-40 родов, но в такой трактовке оно является полифилетическим. В узкой трактовке включает следующие родовые таксоны:
- Africanemertes Stiasny-Wijnhoff, 1942
- Albanemertes  Senz, 1993
- Algonemertes Corrêa, 1954
- Ammonemertes Gibson, 1990
- Amphinemertes Coe, 1940
- Arenonemertes Friedrich, 1933
- Asteronemertes Chernyshev, 1991
- Austroprostoma Stiasny-Wijnhoff, 1942
- Dichonemertes Coe, 1938 (обычно рассматривается в составе Emplectonematidae)
- Digononemertes Gibson, 1990(обычно рассматривается в составе Emplectonematidae)
- Itanemertes  Corrêa, 1957
- Meionemertes  Gibson, 1986
- Minutanemertes  Senz, 1993
- Nareda  Girard, 1854
- Nemertellina  Friedrich, 1935
- Nemertellopsis  Friedrich, 1935
- Protetrastemma Chernyshev, 2004
- Pseudocarcinonemertes  Fleming & Gibson, 1981
- Paraminutanemertes  Senz, 1993
- Prostomatella Friedrich, 1935
- Prostomiopsis Friedrich, 1936
- Quasitetrastemma Chernyshev, 2004
- Verrillianemertes  Senz, 2001
- Tetrastemma Ehrenberg, 1831